# Juan Guzmán
Juan Guzmán, ursprungligen Hans Gutmann, född 28 oktober 1911 i Köln, död 6 november 1982 i Mexico City, var en mexikansk fotojournalist. Han blev känd som krigsfotograf under spanska inbördeskriget och senare genom sitt arbete med de mexikanska målarna Frida Kahlo och Diego Rivera.
Juan Guzmán föddes i Köln och bar då namnet Hans Gutmann. År 1936 anslöt han sig till de internationella brigaderna i spanska inbördeskriget. Senare blev han spansk medborgare och bytte namn till Juan Guzmán. Hans mest kända fotografi är bilden av den 17-åriga Marina Ginestà som står på toppen av Hotel Colón i Barcelona. Det är ett av de mest ikoniska fotografierna från det spanska inbördeskriget.
Efter kriget flydde Guzmán till Mexiko, där han anlände 1940. Han arbetade för mexikanska tidningar och blev en vän med Frida Kahlo, med vilken Guzmán delade liknande politiska åsikter. Under 1950-talet tog han ett stort antal fotografier av Kahlo och hennes man Diego Rivera. Han fotograferade också verk av mexikanska målare som Gerardo Murillo, Jesús Reyes Ferreira och José Clemente Orozco. 
Juan Guzmán dog i Mexico City 1982.